# Alvar Törneman
Jarl Alvar Grip Törneman, född 17 oktober 1930 i Paris, död 1 juli 1967 i Lidingö, var en svensk arkitekt. 
Törneman, som var son till intendent Algot Törneman och Ingalill Stenhammar, utexaminerades från Kungliga Tekniska högskolan 1957. Han bedrev arkitektverksamhet i Stockholm från 1957. Han drev arkitektfirman ELLT tillsammans med arkitekterna Alf Engström, Gunnar Landberg och Bengt Larsson.